# Suïssa Saxona
La Suïssa Saxona (Alemany: Sächsische Schweiz) és una zona d'escalada muntanyosa i un parc nacional a les Muntanyes de Gres de l'Elba, situada al voltant de la vall de l'Elba al sud-est de Dresden, a Saxònia, Alemanya. Forma part del districte Sächsische Schweiz-Osterzgebirge. Juntament amb la Suïssa bohèmia a la República Txeca, la regió es coneix com la Suïssa saxona-bohèmia.
Té uns 1.000 cims d'escalada, així com diverses petites valls. La zona és popular entre escaladors locals i internacionals. Hi ha la famosa fortalesa de Königstei.

## Etimologia
El nom alemany de la Suïssa saxona, Sächsische Schweiz, va aparèixer al segle XVIII. Dos artistes suïssos, Adrian Zingg i Anton Graff, que van ingressar el 1766 a l'Acadèmia d'Art de Dresden, la van anomenar així en les seves cartes, perquè el paisatge els recordava la seva terra natal, el Jura suís. El nom es va popularitzar gràcies a Wilhelm Lebrecht Götzinger, que en els seus llibres va descriure la zona com la Suïssa Saxona i va donar a conèixer el terme a un ampli públic.

## Geografia

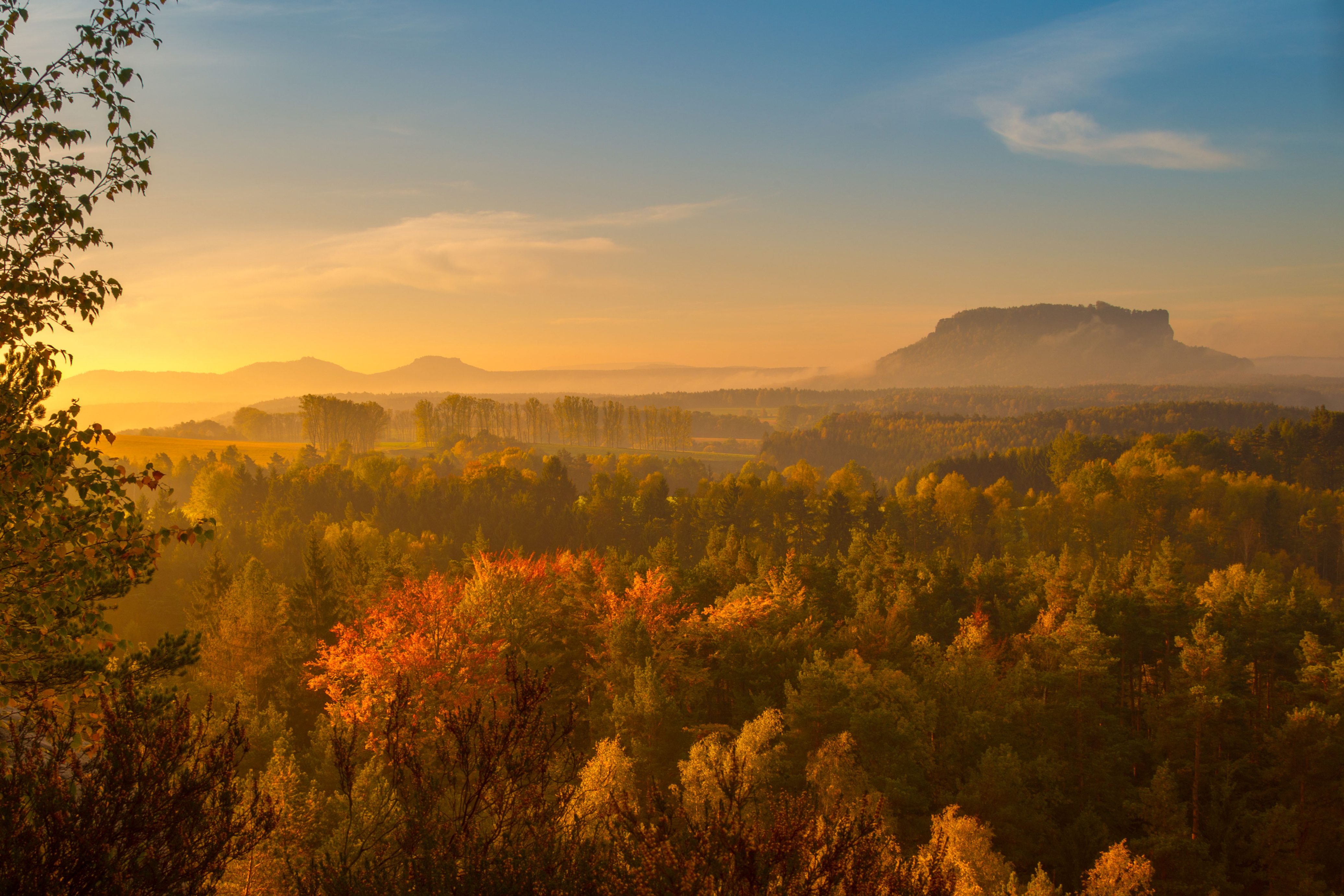
Vista del Lilienstein a la Suïssa Saxona

La Suïssa Saxona conforma el vessant nord de la serralada de les Muntanyes de Gres de l'Elba, situades en la frontera d'Alemanya i Txèquia. Es fusiona a l'est amb les muntanyes de Lusàcia i a l'oest amb les Muntanyes Metal·líferes. La part txeca adjacent de les Muntanyes de Gres de l'Elba s'anomena Suïssa Bohèmia. La cota més alta de la Suïssa saxona és el Großer Zschirnstein a 562 m sobre el nivell del mar.
La Suïssa Saxona es divideix en la Suïssa Saxona davantera i la Suïssa Saxona posterior. Tota la zona del marge esquerre de l'Elba, incloses les planes i les muntanyes de la mesa com el Pfaffenstein o el Königstein, així com el Lilienstein al marge dret de l'Elba, la zona de Bastei i la Brand pertanyen a la Suïssa Saxona davantera. La Suïssa Saxona posterior inclou els grans boscos i zones rocoses a la riba dreta de l'Elba a l'est de Bad Schandau i al sud de la vall de Sebnitz fins a la frontera txeca.

## Història
Durant l'Edat Fosca, la regió va ser poblada per eslaus i va formar part del Regne de Bohèmia durant l'Edat Mitjana. Fa uns 1000 anys la Suïssa bohèmia-saxona era la frontera de tres tribus eslaves. La tribu Nisane (a l'est de l'Elba des de Dresden fins a Pirna), la tribu Milzane (de l'actual Alta Lusàcia) i al sud la tribu Dacine van donar forma al panorama polític i econòmic d'aquella època. No va ser fins al segle XV que l'àrea que ara s'anomena Suïssa Saxona va passar sota l'hegemonia saxona, quan va passar a formar part del marcgraviat de Meissen amb límits aproximadament corresponents als actuals.
El desenvolupament del turisme va començar bàsicament només al segle XIX. En aquest context, una de les primeres línies de troleibusos del món, la Bielatalbahn de Königstein (en funcionament del 1901 al 1904), també va circular a la Suïssa Saxona.
Els artistes romàntics es van inspirar en la bellesa salvatge de les roques, com el pintor Caspar David Friedrich per la seva obra El vagabund sobre el mar de boira, així com Ludwig Richter, Alexander Thiele i Carl Gustav Carus. El compositor Carl Maria von Weber va basar la seva coneguda òpera Der Freischütz amb l'escena de Wolfsschlucht prop de Rathen. Richard Wagner va trobar inspiració per a Lohengrin aquí.
A l'època nazi la descripció dels territoris alemanys com a Schweiz ('Suïssa') va ser oficialment prohibida. Per aquest motiu, amb efectes des del 19 d'octubre de 1938, el terme oficial 'Sächsische Schweiz' va ser substituït per 'Amtshauptmannschaft Pirna' i a partir de gener de 1939 per 'Kreis Pirna' en els noms dels llocs locals de Königstein, Obervogelgesang, Ottendorf, Porschdorf, Rathen, Rathewalde, Rathmannsdorf i Reinhardtsdorf.

## Parc Nacional

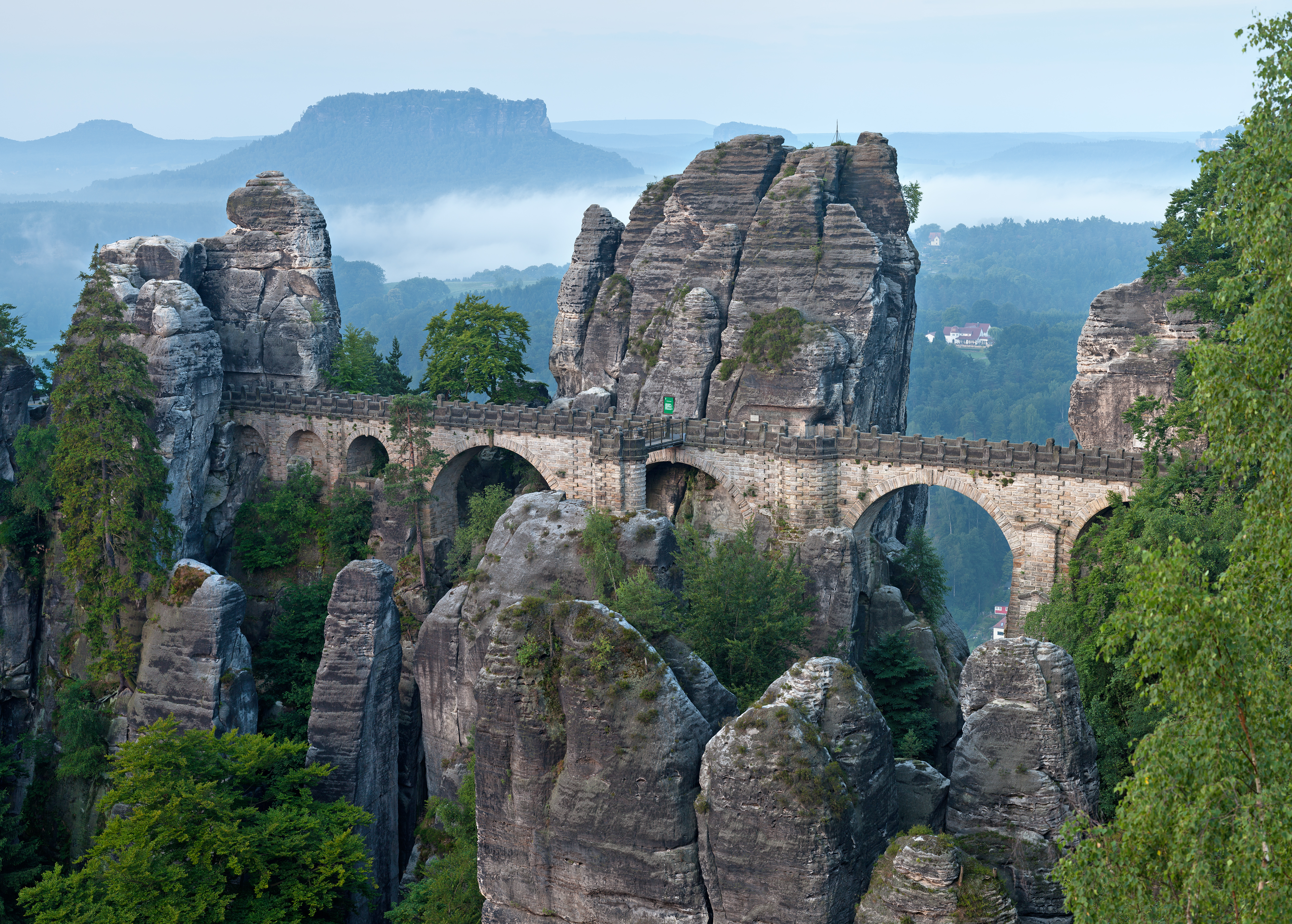
Pont del Bastei

El setembre de 1990, abans de la unificació alemanya, es va crear el Parc Nacional de la Suïssa Saxona per protegir el caràcter natural únic de les muntanyes. L'àrea de 93 km² inclou dues àrees espacialment separades: prop de Rathen, la zona de Bastei amb Polenztal, Brand i Uttewalder Grund, així com tota la Suïssa Saxona posterior entre l'Elba i la frontera estatal amb la República Txeca amb el Schrammsteinen, el Großer Winterberg, Großer Zschand i Kirnitzschtal.

## Escalada en roca

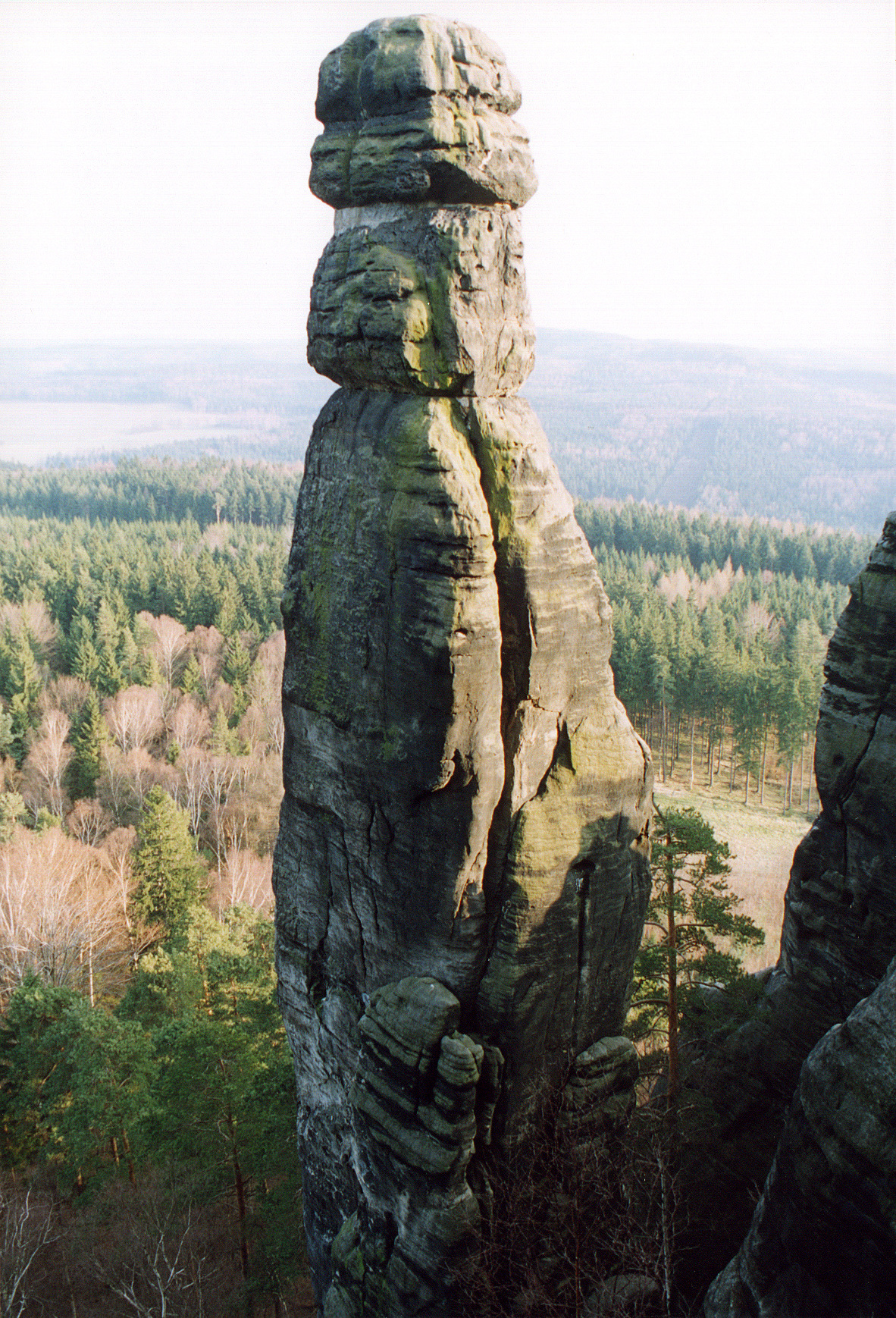
La Barbarine al Pfaffenstein

La Suïssa Saxona es caracteritza per les seves roques de gres que atrauen molts escaladors. Hi ha unes 14.000 vies d'escalada en més de 1.100 pinacles de roca. A principis del segle XX es van establir les regles saxones per a l'escalada en roca. Es consideren un dels orígens de l'escalada lliure. Les cordes i els ancoratges només es poden utilitzar per seguretat, però mai com a mitjà d'escalada. Tampoc està permès l'ús de magnesi i mitjans de protecció comuns com ara claus i 'friends'; en canvi s'utilitzen eslingues de niló nuades. Amb algunes excepcions, l'escalada només es practica i es permet a les agulles de roca independents.
Una raresa saxona és el concepte d'una Baustelle (literalment 'lloc de construcció') on els escaladors escalen una secció difícil escalant sobre les espatlles d'altres escaladors (de vegades diverses persones una sobre l'altra) amb tots els implicats només agafant-se per les preses que la roca proporciona. Tot i que normalment es consideraria una forma d'escalada d'ajuda, aquí s'accepta com una forma d'escalada lliure. Com que els pinacles solen estar molt a prop els uns dels altres, saltar d'una roca a una altra també és força popular i aquesta tècnica fins i tot té els seus propis graus de dificultat.
A més dels cims d'escalada també hi ha diverses vies ferrades, per les quals els excursionistes poden pujar, en alguns punts, grans altures amb l'ajuda d'esglaons, escales, esglaons metàl·lics i baranes en diversos punts. Entre les més populars d'aquestes vies d'escalada hi ha el Häntzschelstiege a l'Affensteinen, així com el Heilige Stiege, el Rübezahlstiege i el Rotkehlchenstiege al nord de Schmilka.